# Corambis
Corambis là một chi nhện trong họ Salticidae.